# آلي بيتس
آلي بيتس (بالإنجليزية: Allie Bates)‏ (1957، ممفيس في الولايات المتحدة)؛ كاتِبة وروائية أمريكية.